# Іспойнен (Турку)
Іспойнен (фін. Ispoinen швед. Ispois) — один з районів міста Турку, що входить до округу Сканссі-Уіттамо. 

## Географічне положення
Район розташований на південному сході від центральної частини Турку, межує з Уіттамо і Ілпойненом. 

## Населення
У 2004 населення району становило 480 осіб, з яких діти молодше 15 років становили 17,50 %, а старше 65 років — 17,08 %. Фінською мовою як рідною володіли 91,88 %, шведською — 7,71 %, а іншими мовами — 0,42 % населення району. 